# Przekopnica arktyczna
Przekopnica arktyczna (łac. Lepidurus arcticus) – skorupiak z rodziny Triopsidae występujący w płytkich stawach Arktyki.

## Wygląd
Przekopnica ta posiada spłaszczony tułów okryty z góry owalnym zielono-brązowym karapaksem. Z tyłu ciała wychodzi ogon zakończony widełkami. Ze spodu tułowia wychodzą liczne odnóża, a z przodu karapaksu znajduje się troje oczu. Dorastają do 4 cm.

## Występowanie
Występują w pobliżu koła podbiegunowego. Najwięcej przedstawicieli gatunku zaobserwowano na północy Norwegii oraz na wyspie Spitsbergen, jednak występowanie stwierdzono także na północy Alaski, na Grenlandii, Islandii, oraz w Rosji i Kanadzie. Dawniej występował też na wyspach Brytyjskich.

## Tryb życia
Żywią się głównie padliną, lecz zaobserwowano je polujące na rozwielitki oraz dokonujące aktów kanibalizmu. Żyją i wykluwają się tylko w bardzo zimnej wodzie (ok. 10 °C).